# Velered predsjednika Republike Franje Tuđmana s lentom i Danicom
Velered predsjednika Republike Franje Tuđmana s lentom i Danicom je odlikovanje Republike Hrvatske koje zauzima peto mjesto po važnosnome slijedu u redoslijedu hrvatskih odlikovanja. Velered je ustanovljen 2019. godine.
Velered se dodjeljuje svake godine o obljetnici smrti Franje Tuđmana hrvatskim državljanima kao izraz najvišeg priznanja Republike Hrvatske za promicanje hrvatskih državnih i nacionalnih interesa u zemlji i inozemstvu, posebice za promicanje državljanskog jedinstva i nacionalnog zajedništva, državotvornosti i duhovnih vrednota hrvatskog naroda.

## Opis izgleda i tehnička izvedba
Autor idejnog rješenja je akademski kipar i medaljer Damir Mataušić. Velered se sastoji od znaka Velereda s lentom, Danice, minijature Velereda, umanjenice Velereda, male oznake Velereda, te isprave o dodjeli.
Znak Velereda izrađen je od srebra finoće 999/1000 u obliku vijenca čiji je lijevi krak upleten od hrastovog lišća a desni lovora, ukupne širine 58 mm i 53 mm visine. Krakove vijenca povezuje kvadratna podloga s obilježjima hrvatskog grba od tamno crvenog emajla i srebrnih usjajenih ploha na koju je položen portret predsjednika Franje Tuđmana u lijevom poluprofilu. Na glatkom naličju znaka Velereda obodno je okrugli vijenac od hrastovog lišća i lovora unutar kojeg je u dva reda natpis FRANJO TUĐMAN, redni broj odlikovanja i natpis REPUBLIKA HRVATSKA.
Znak Velereda je ovješen ušicom i prstenom širine 7 mm, urešenim profiliranim starohrvatskim tropletom o dvostruki uresni čvor lente. Lenta je izrađena od moariranog svilenog ripsa u bojama zastave Republike Hrvatske, širine 80 mm i 1960 mm duljine, u čijem su plavom i crvenom polju po dvije zlatne pruge od pletera širine 19 mm.
Danica je ispupčena osmerokraka zvijezda, izrađena od srebra finoće 999/1000, promjera 90 mm. Na licu Danice je osam istaknutih i osam kraćih srebrnih zraka te između njih 16 zraka od zlata finoće 750/1000. U sredini je kvadratni aplikat hrvatskog grba od zlata finoće 750/1000 i srebra 999/1000, veličine 35 x 35 mm, u kojem je prikazan portret predsjednika Republike Franje Tuđmana u lijevom poluprofilu izrađen od srebra finoće 999/1000. Na naličju Danice je okomita igla za ovjes izrađena od srebra finoće 900/1000.
Minijaturu Velereda čini otkov Danice promjera 17 mm, apliciran na emajliranu podlogu tamnocrvene boje promjera 19 mm. Na naličju se nalazi leptir kopča. Srebro finoće 925/1000 promjera 19 mm – crveno emajlirano. Na emajliranu površinu aplicira se Danica promjera 17 mm. Na Danicu aplicira se umanjenica promjera 8 mm kovano u zlatu finoće 750/1000. Na naličju lotan mesing čavlić s leptirićem (posrebreno).
Umanjenicu Velereda čini otkov Danice promjera 17 mm ovješen o svilenu moariranu vrpcu u bojama zastave Republike Hrvatske širine 12 mm i 40 mm duljine. Na naličju umanjenice je igla za ovjes.
Malu oznaku Velereda čini otkov medaljona Velereda s likom predsjednika Franje Tuđmana promjera 13,5 mm, pričvršćen na sredini pravokutnika širine 34 mm i 14 mm visine, složenog od vrpce od svilenog moariranog ripsa u bojama zastave Republike Hrvatske s dvije zlatne pruge u crvenom i plavom polju. Na naličju male oznake je igla za ovjes.
Pri dodjeli Velereda dodjeljuje se isprava o dodjeli.

## Nositelji/ce Velereda
Veleredom predsjednika Republike Franje Tuđmana s lentom i Danicom, između ostalih, odlikovani su:
- kardinal Franjo Kuharić (posmrtno) - 2019.[1]